# Eslovaquia en los Juegos Olímpicos de Tokio 2020
Eslovaquia estuvo representada en los Juegos Olímpicos de Tokio 2020 por un total de 41 deportistas que compitieron en 13 deportes. Responsable del equipo olímpico fue el Comité Olímpico Eslovaco, así como las federaciones deportivas nacionales de cada deporte con participación.
Los portadores de la bandera en la ceremonia de apertura fueron el piragüista Matej Beňuš y la tiradora Zuzana Rehák-Štefečeková.

## Medallistas
El equipo olímpico de Eslovaquia obtuvo las siguientes medallas:
| Nombre                                         | Deporte               | Competición  |
| ---------------------------------------------- | --------------------- | ------------ |
| Oro                                            |                       |              |
| Zuzana Rehák-Štefečeková                       | Tiro                  | Foso F       |
| Plata                                          |                       |              |
| Rory Sabbatini                                 | Golf                  | Individual M |
| Jakub Grigar                                   | Piragüismo en eslalon | K1 M         |
| Bronce                                         |                       |              |
| Samuel Baláž Denis Myšák Erik Vlček Adam Botek | Piragüismo            | K4 500 m M   |